# Ernst van 't Hoff
Ernst van 't Hoff, eigenlijk Johan Ernst van Hof (Zandvoort, 13 juli 1908 – Brussel, 16 mei 1955), was een Nederlands musicus. Van 't Hoff was een van de bekendste Nederlandse musici en bandleiders van de jaren veertig.

## Beginjaren
Van 't Hoff werkte in de jaren twintig in verscheidene orkesten in Nederland, België en het Verenigd Koninkrijk. In 1934 werd Van 't Hoff door de Belgische orkestleider Robert De Kers gevraagd voor zijn orkest, de Cabaret Kings. Begin 1936 verlieten Van 't Hoff en saxofonist Jean Omer dit orkest en begonnen het kwartet de Four Notes.
Vanaf september 1936 werkte Ernst van 't Hoff voor de AVRO in het AVRO-Dansorkest onder leiding van Hans Mossel. Eind 1937 voegde Van 't Hoff zich weer bij de Cabaret Kings.

## Tweede Wereldoorlog
In 1940 kreeg Van 't Hoff een platencontract bij Deutsche Grammophon. Eind december 1940 werd Van 't Hoff met zijn zonet geformeerde Bigband op 'transport' naar Dresden gestuurd. Het orkest speelde van februari tot in de zomer 1941 in het Delphi Filmpalast te Berlijn. Het orkest maakte grote indruk op het publiek
De muziek werd op de radio uitgezonden, maar kreeg in 1942 van de Sicherheitsdienst het negatieve predicaat "total verjazzt". De herkenningsmelodie van het orkest met als titel Alles wird gut leek op de herkenningstune van Radio Londen. De Gestapo kreeg aandacht voor Ernst van 't Hoff. Hij werd herhaaldelijk gearresteerd en eenmaal voor langere tijd in zogenaamde Schutzhaft genomen.

Eind 1943 vertrok Van 't Hoff weer naar Nederland. Zijn orkest trad nog enige tijd op voor de Nederlandsche Omroep, maar 1 april 1944 werd Van 't Hoff ontslagen, waarop hij naar België verhuisde. In Brussel begon hij in 1945 een nieuw orkest, dat na de bevrijding van België voor de geallieerden optrad.

## Na de oorlog
Na de bevrijding van Nederland legde de Eereraad voor de Kleinkunst Ernst van 't Hoff een speelverbod op wegens zijn activiteiten tijdens de bezettingsjaren. Het speelverbod eindigde op 1 januari 1946. Omdat Van 't Hoff inmiddels in België woonde en werkte had dit verbod geen gevolgen voor hem.

In april 1951 trad Van 't Hoff weer op in Nederland, en wel in Villa Parkzicht te Rotterdam. De band werd ontslagen na tegenvallende prestaties. De optredens met een nieuw orkest in de Brusselse Ancienne Belgique in 1953 waren een groot succes.
In 1955 overleed Van 't Hoff op 46-jarige leeftijd onverwacht aan een hartverlamming.
- Gemeinsame Normdatei: 120041148X
- International Standard Name Identifier: 0000 0003 9956 1387
- Library of Congress Control Number: no2012159165
- MusicBrainz: 70e376bd-2414-4ca1-bd68-fb7b0c4789fb
- Virtual International Authority File: 294191544
- WorldCat: E39PBJxrVtbcRKvwqq6kWKmGHC